# Allegorie van de vergankelijkheid van de wereld
Allegorie van de vergankelijkheid van de wereld (Frans: Allégorie des vanités du monde) is een schilderij van Pieter Boel dat hij in 1663 in Antwerpen maakte. Het maakt deel uit van de collectie van het Museum voor Schone Kunsten in Rijsel. 

## Voorstelling
Hoewel vanitasschilderijen in de zeventiende eeuw erg populair waren, zijn er weinig gemaakt die zo groot zijn als dit schilderij van Pieter Boel. Op het werk zien we een vervallen paleis (of kerk) met treurende standbeelden, een stenen sarcofaag en een toegangspoort waar een doek voor hangt. Op de voorgrond is een grote verzameling luxueuze objecten uitgestald. Het is niet goed mogelijk om een duidelijke indeling van deze voorwerpen te maken. Waarschijnlijk wilde de kunstenaar een breed overzicht van de wereldse ijdelheden geven. Zo schilderde hij links rond de stoel muziekinstrumenten, een viool op de zitting, een aartsluit en een tamboerijn op de grond en een viola da gamba en een grote tromba marina tegen de stoel. Ook andere schone kunsten, de architectuur, de beeldhouwkunst en de schilderkunst (een palet met kwasten en een miniatuurportret), krijgen hun plek. Verder zijn er wapens te zien en de kleding en attributen van wereldlijke en kerkelijke leiders, bijvoorbeeld een tulband met kroon, een mantel afgezet met hermelijn, een mijter en een tiara. De wetenschap wordt door een wereldbol en een aantal boeken gerepresenteerd. Veel andere voorwerpen lijken vooral voor het decoratieve effect toegevoegd te zijn. Hierbij springen het schitterende kabinet, de drinkbeker in de vorm van een hert dat Diana draagt en de zilveren schaal met Venus en Adonis het meest in het oog.
De schedel bovenin die met een krans van laurier gekroond is, verraadt de betekenis van het schilderij: de dood overwint uiteindelijk alles.  De inscriptie VANITATI ・ S[ACRIFICIUM] ・ , "Het offer aan de ijdelheid" op de sarcofaag onderstreept dit. De ijzeren ring uiterst rechts ten slotte is een symbool voor de eeuwigheid. Hoewel de boodschap van het schilderij door deze elementen onmiskenbaar is, valt tegelijkertijd de fascinatie op die Boel en zijn tijdgenoten voor de afgebeelde voorwerpen moeten hebben gehad. Een paradox die past bij een tijdperk tussen de middeleeuwen en de moderne tijd.

## Herkomst
- In bezit van Jacomo de Wit, Antwerpen, wiens collectie vanaf 15 mei 1741 verkocht wordt.
- In bezit van de schilder Constant Troyon (1810-1865).
- begin 1866: na diens dood verkocht aan de politicus Édouard Fould (1834 - 1881).
- 1878: verkocht aan het Museum voor Schone Kunsten.